# Центральноджукуноидные языки
Центральноджукуно́идные языки́ (также языки центральные джукун; англ. central jukunoid languages) — подветвь языков джукуноидной ветви бенуэ-конголезской семьи. Область распространения — восточные районы Нигерии (в среднем течении реки Бенуэ) и западные районы Камеруна. Включает около 15 языков, объединяемых в две группы — джукун-мбембе-вурбо и кпан-ичен.
В рамках джукуноидной ветви центральноджукуноидные языки противопоставляются языкам юкубен-кутеб. В ряде классификаций языки юкубен не включаются в состав джукуноидной ветви — вместо подветви юкубен-кутеб центральноджукуноидным языкам в этих классификациях противопоставляется только один язык кутеп.

## Классификация

Ареалы языков центральноджукуноидной подветви на карте джукуноидных языков

Согласно классификации, опубликованной в справочнике языков мира Ethnologue, центральноджукуноидная подветвь включает две группы языков — джукун-мбембе-вурбо и кпан-ичен, одна из этих групп, джукун-мбембе-вурбо, разделяется на четыре подгруппы:
1. группа джукун-мбембе-вурбо:
  - подгруппа джукун: хоне, джибу, джукун такум, вапха;
  - подгруппа коророфа: джиба, ванну, вапан;
  - подгруппа мбембе: мбембе (тигонг);
  - подгруппа вурбо: карим (чомо карим), джиру, тита;
  - неклассифицированный язык: шоо-минда-нье;
2. группа кпан-ичен: кенту (эткьиван), кпан.

Место диалектно-языкового кластера шоо-минда-нье в пределах группы джукун-мбембе-вурбо в рассматриваемой классификации окончательно неустановлено.
В классификации, опубликованной в базе данных по языкам мира Glottolog, в число джукуноидных языков не включён язык тита, но внесён язык джан-авей, подгруппы джукун и коророфа объединены в одну подгруппу, а диалектно-языковой кластер шоо-минда-нье отнесён к подгруппе вурбо:
1. группа джукун-мбембе-вурбо:
  - подгруппа джукун: хоне, джан-авей, джиба, джибу, джукун такум, ванну, вапан, вапха;
  - подгруппа тигон мбембе: тигон мбембе;
  - подгруппа вурбо: чомо карим, джиру, шоо-минда-нье;
2. группа кпан-ичен: эткьиван, кпан.

В классификации британского лингвиста Р. Бленча в составе центральноджукуноидной подветви выделяются идиомы васе, абинси и дампар; в группе мбембе диалекты языка мбембе тигонг рассматриваются как два языка ашуку и нама; языки хоне и джан авей отнесены к подгруппе коророфа, а язык шоо-минда-нье отнесён к подгруппе вурбо:
1. группа кпан-эткьиван: кпан (с западной и восточной диалектными группами), эткьиван;
2. группа джукун-мбембе-вурбо:
  - подгруппа мбембе тигонг: ашуку, нама;
  - кластер джукун: джибу, такум-донга, васе;
  - кластер коророфа: абинси, вапан, хоне, джан авей, дампар;
  - подгруппа вурбо: шоо-минда-нье, чомо карим, джиру;
3. неклассифицированный язык: акум.